# 2004年俄羅斯飛機爆炸事件
俄羅斯飛機爆炸事件，或8·24飛機事故，是發生於2004年8月24日的在俄羅斯境內的一系列自殺式航空恐怖襲擊事件。
2004年8月24日晚，從俄羅斯莫斯科多莫傑多沃機場起飛的兩架客運航班發生自殺式炸彈襲擊，導致兩架飛機墜毀。機上90人均不幸遇難。
調查結論表明，該恐怖襲擊時間與兩名車臣女性恐襲者有關。車臣叛亂領導人後來也聲稱對這起爆炸事件負責。

## 襲擊經過
- 伏爾加航空（英语：Air Volga）1303號班機（型號：圖-134；註冊號碼：RA-65080）[5]計劃從莫斯科出發飛往伏爾加格勒。22:30於多莫傑多沃國際機場起飛，于22:56在圖拉州上空失去聯絡。幾個小時後，飛機殘骸被發現。34名乘客和9名機組人員喪生。

- 西伯利亞航空1047號班機（型號：圖-154；註冊號碼：RA-85556）在21:35離開多莫傑多沃國際機場，計劃從莫斯科飛往索契。之後從雷達屏幕上消失並墜毀。該機自1982年以來服役。據俄羅斯新聞社的一位不願透露姓名的政府人士稱：該機在22:59飛越羅斯托夫州，並發出了劫機警告，不久即墜毀[6]。飛機殘骸於 2004 年 8 月 25 日上午在距羅斯托夫州卡緬斯卡亞區格卢博基工作區 9 公里處被發現。38名乘客和8名機組人員喪生。